# Émile Parrayon
Émile Parrayon (Mérignies, 8 février 1834-Lyon, 4 février 1913), est un vice-amiral français.

## Biographie
Il entre à l’École polytechnique en octobre 1854 et en sort dans la marine comme aspirant de 1re classe (mai 1856). Il sert alors sur le vaisseau à hélice Napoléon puis passe en décembre 1856 sur le Phlégéton à la division des mers de Chine. 
En avril 1858, il embarque sur le bâtiment amiral de Rigault de Genouilly Némésis (en) et participe à la campagne de Chine où il se fait remarquer aux batailles de Canton et de Peï-Ho. Lors de la campagne de Cochinchine (1859), il est attaché aux compagnies de débarquement sur l'Avalanche et se distingue à la bataille de Tourane, à celle de Saignon et à l'affaire des lignes de Ky Hoa. 
Passé sur le Prégent (octobre 1861), il revient en France en juillet 1862 et est promu lieutenant de vaisseau grâce à la recommandation de Charner. Il sert alors sur la frégate à vapeur Canada puis comme second de l'Ariel (1863-1864) et du Faon (1865) à la division des côtes nord de la France. 
Second du bélier cuirassé Taureau à Toulon (juin 1865), commandant de la chaloupe canonnière Dard en Méditerranée (mai 1867), il devient en octobre 1868 adjudant de division au Levant sur l'Andromaque puis commande en janvier 1870 la Levrette à la station locale de Mayotte où il se fait remarquer durant la bataille de Fomboni à Mohéli (juin 1871). 
En juin 1872, il commande une escouade d'apprentis sur le vaisseau-école de canonnage Louis XIV et passe en 1873 sur l'Alexandre (en) avant de commander le brick annexe Janus. En octobre 1874, il sert sur la frégate-école d'application Renommée et est nommé capitaine de frégate en août 1875. 
Second de la frégate-école des aspirants Flore (août 1876) puis du cuirassé Richelieu en escadre d'évolutions (1878), il commande en juillet 1879 le Payot à la division du Pacifique et prend part en 1880 aux opérations des Marquises. Promu capitaine de vaisseau à son retour en mai 1882, il commande le Bayard à la division d'Extrême-Orient (avril 1883). 
Capitaine de pavillon de Courbet, il second brillamment son chef durant toute la campagne du Tonkin et de Chine et commande le corps de débarquement lors du bombardement de Thuận An (1883) dont il est le premier à entrer dans le fort. Il démontre aussi de grandes qualités de manœuvrier à la prise de Keelung et lors de l'affaire des Pescadores et revient en France en 1885. 
Membre adjoint du Conseil d'amirauté dès son retour, il commande le cuirassé Richelieu en escadre d'évolutions (1886-1887) et supervise en 1888 les travaux d'achèvement du cuirassé Marceau et du croiseur Amiral Cécille à Toulon. 
Contre-amiral (novembre 1888), major général à Toulon (1889), il commande en avril 1891 la division du Pacifique avec pavillon sur le Dubourdieu et obtient en mai 1893 un témoignage de satisfaction. Membre du Conseil des travaux (juin 1893), promu vice-amiral (juillet 1893), membre de la Commission supérieure des archives de la marine, il devient en octobre 1894, préfet maritime de Lorient. 
En novembre 1896, il prend le commandement de l'escadre du Nord avec pavillon sur le Hoche et conduit le président de la République Félix Faure en Russie. Il reçoit en octobre un nouveau témoignage de satisfaction. 
Inspecteur général de la marine (mars 1898), président de la Commission des phares, il prend sa retraite en février 1899. Décédé à Lyon, il est inhumé au cimetière de Montmerle-sur-Saône.

## Récompenses et distinctions
- Chevalier (9 mars 1859), Officier (30 juillet 1878), Commandeur (4 décembre 1883) puis Grand officier de la Légion d'honneur (30 décembre 1898).
- Une rue de Lille porte son nom.